# Антонија Билић: Нестали осмијех
Антонија Билић: Нестали осмијех је документарни филм о животу Антоније Билић.